# Ассоциация лыжного спорта и сноуборда США
Ассоциация лыжного спорта и сноуборда США (англ. The U.S. Ski and Snowboard Association (USSA)) — национальный руководящий орган курирующий олимпийский лыжный спорт и сноуборд. Основанный в 1905 году, за век своего существования, организация управляла и направляла десятками тысяч молодых лыжников и сноубордистов из более чем 400 членских клубов, разделявших Олимпийские идеи.
Организация и её клубы курируют все аспекты связанные с лыжными и сноубордическими соревнованиями: от базовых программ до элитарных международных команд, включая тренировку и проведение ежегодных соревнований для организаций Сборной США по лыжам и Сноуборда США, а также Олимпийские сборные по лыжам и сноуборду.
В ассоциации состоит более 30000 спортсменов, тренеров и руководителей, с сетью в более чем 100000 родителей, волантёров и помощников помогающих в создании возможностей для молодых атлетов.
Ассоциация лыжного спорта и сноуборда США наиболее разнонаправленная Олимпийская Спортивная организация с шестью различными атлетическими спортивными программами, которые составляют примерно 50 процентов от всех Зимних Олимпийских событий.